# Black Sheep (film, 2006)
Pour les articles homonymes, voir Black Sheep.
Pour plus de détails, voir Fiche technique et Distribution.
Black Sheep, ou La Nuit des Moutons au Québec, est un film néo-zélandais réalisé par Jonathan King, sorti en 2006.

## Synopsis

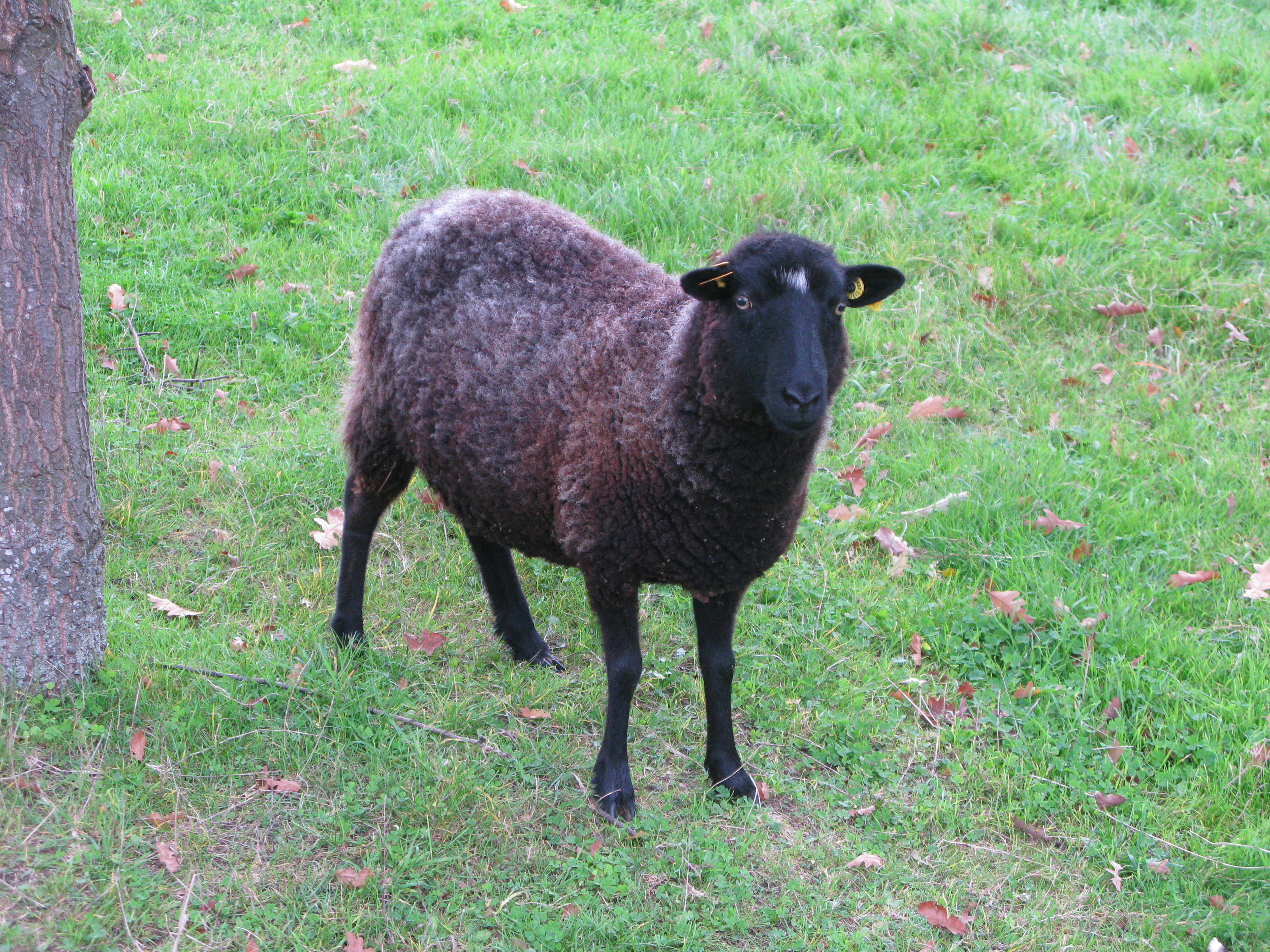
Un mouton noir.

Terrifié par les moutons et sortant tout juste d'une thérapie, Henry revient dans la ferme familiale afin de vendre sa part de l'entreprise à son frère aîné. Il ne sait pas encore que ce dernier y mène des expériences génétiques à haut risque.
Quand un groupe d'activistes écologistes libère un agneau mutant, des dizaines de moutons se transforment peu à peu en prédateurs sanguinaires qui mordent et transmettent l'infection aux humains, qui se transforment à leur tour en monstrueux moutons.

## Fiche technique
- Titre : Black Sheep
- Titre québécois : La Nuit des Moutons
- Réalisation : Jonathan King
- Scénario : Jonathan King
- Production : Philippa Campbell
- Sociétés de production : Live Stock Films et New Zealand Film Commission
- Musique : Victoria Kelly
- Photographie : Richard Bluck
- Montage : Chris Plummer
- Décors : Tanea Chapman, Kim Sinclair
- Costumes : Pauline Bowkett
- Genre : Comédie horrifique
- Durée : 83 minutes
- Dates de sorties :
  - Canada : 10 septembre 2006 (Festival international du film de Toronto)
  - Nouvelle-Zélande : 29 mars 2007
  - Suisse 6 juillet 2007 (Festival international du film fantastique de Neuchâtel 2007)
  - France : 19 mars 2008
- Film interdit aux moins de 12 ans lors de sa sortie en salle en France, mais classé tous publics lors de sa sortie en DVD en France et en Belgique.

## Distribution
- Nathan Meister (V.Q. : Patrice Dubois) : Henry Oldfield
- Peter Feeney (V.Q. : Daniel Picard) : Angus Oldfield
- Danielle Mason (V.Q. : Geneviève Désilets) : Experience
- Tammy Davis (V.Q. : Pierre-Alexandre Fortin) : Tucker
- Oliver Driver (V.Q. : Louis-Philippe Dandenault) : Grant
- Tandi Wright (V.Q. : Mélanie Laberge) : Dr Rush
- Glenis Levestam (V.Q. : Élizabeth Lesieur) : Mme Mac
- Nick Fenton (V.Q. : Samuel Hébert) : Henry, jeune
- Eli Kent (V.Q. : Volodia Schneider) : Angus, jeune
- Sam Clarke (V.Q. : François-Nicolas Dolan) : Tucker, jeune
- Ian Harcourt (V.Q. : François Sasseville) : Brash

Source et légende : Version québécoise (V.Q.) sur Doublage Québec.